# Wolfgang Haus
Wolfgang Haus (* 26. Juli 1927 in Berlin; † 8. Mai 2018 ebenda) war ein deutscher SPD-Politiker, Rundfunkintendant, Journalist und Autor.

## Ausbildung und Beruf

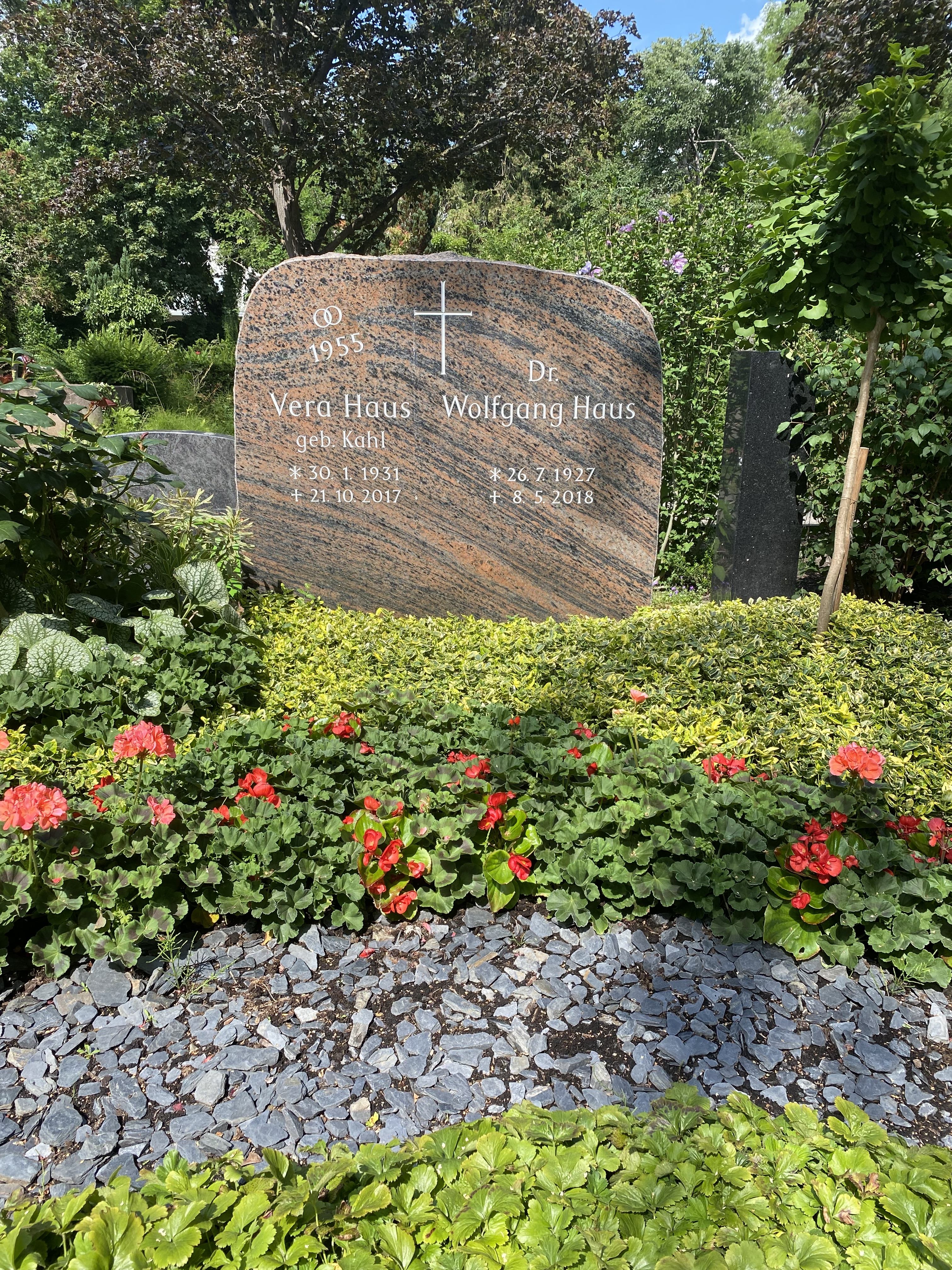
Grabstätte auf dem Friedhof Schmargendorf

Der gelernte Historiker promovierte nach seinem Studium 1955 an der FU Berlin. Nach seiner Dissertation arbeitete er zunächst als wissenschaftlicher Mitarbeiter beim Deutschen Städtetag. 1973 bis 1978 war Haus Leiter des Deutschen Instituts für Urbanistik.

## Politik
Als aktives SPD-Mitglied wurde er erstmals bei der Berlinwahl 1967 in das Abgeordnetenhaus von Berlin gewählt, welchem er bis 1978 angehörte.
Hier war er unter anderem von 1973 bis 1977 Vorsitzender der SPD-Fraktion.
Auch war er für das Abgeordnetenhaus Mitglied und Vorsitzender des Rundfunkrates des Senders Freies Berlin. Sein Mandat im Abgeordnetenhaus legte er 1978 nieder, nachdem er zum SFB-Intendanten gewählt worden war.

## Tätigkeit beim SFB
Das Amt als Intendant hatte er von 1978 bis 1983 inne. In seine Zeit als Intendant fiel unter anderem die Verpflichtung Dieter Hildebrandts für die Sendung Scheibenwischer, die Gründung der beim SFB angesiedelten Gemeinschaftseinrichtung ARD/ZDF-Videotext-Zentrale und die Ausstrahlung der mit dem Grimme-Preis ausgezeichneten Talk-Show "Leute".
Seit 1983 arbeitete Haus als freier Journalist.

## Ehrenamtliche Tätigkeit
Seit 1992 war Haus als Nachfolger Friedrich Lufts Vorsitzender des Kuratoriums des Literarischen Colloquiums Berlin.

## Veröffentlichungen
- Zur Geschichte Berlins als Hauptstadt Deutschlands. In: Berlin – Brennpunkt deutschen Schicksals, 1960
- Berliner Demokratie 1919–1933. 1987
- Der moderne Staat. 1988
- Geschichte der Stadt Berlin. 1992
- Berliner Verfassungsreform? 1993

## Belege
1. ↑  In eigener Sache – Ehemaliger SFB-Intendant Wolfgang Haus gestorben. In: rbb24.de. 15. Mai 2018, ehemals im Original (nicht mehr online verfügbar); abgerufen am 16. Mai 2018. (Seite nicht mehr abrufbar. Suche in Webarchiven)

| Personendaten    | Personendaten                                               |
| ---------------- | ----------------------------------------------------------- |
| NAME             | Haus, Wolfgang                                              |
| KURZBESCHREIBUNG | deutscher Politiker (SPD; MdA), Rundfunkintendant und Autor |
| GEBURTSDATUM     | 26. Juli 1927                                               |
| GEBURTSORT       | Berlin                                                      |
| STERBEDATUM      | 8. Mai 2018                                                 |
| STERBEORT        | Berlin                                                      |